# Фишер, Жозеф
Жозеф Фишер (фр. Joseph Fischer; 23 апреля 1819 года — 21 сентября 1897 года) — бельгийский хоровой дирижёр. Отец Адольфа Фишера.
Происходил из бедной семьи. С 12 лет пел в церковном хоре, а в 14 поступил в Брюссельскую консерваторию в класс первого профессора виолончели Никола Жозефа Плателя. Окончив консерваторию в 1841 году, Фишер выступал как солист, играл в оркестре театра Ла Монне. Одновременно брал уроки пения у Жюста Жеральди и Франсуа Линтерманса.
Уже в 1839 г. Фишер возглавил небольшой хоровой коллектив, вскоре стал первым тенором в хоре Брюссельского собора, в 1842 г. занял должность преподавателя пения общественных школ Брюсселя. Пробовал себя и как оперный певец, выступая в сезоне 1843—1844 гг. на сцене Ла Монне как второй тенор, однако от театральной карьеры в дальнейшем отказался. В 1844 г. занял пост хормейстера в брюссельской церкви Святой Екатерины, а с 1850 г. и до конца жизни был хормейстером Брюссельского кафедрального собора. Как «блестящую индивидуальность» характеризовал Фишера бельгийский журнал «Le Guide musical» в 1865 году.